# Testimonio muto
Testimonio muto (Der stumme Zeuge) è un film muto del 1917 scritto e diretto da Harry Piel.

## Trama
Quando il banchiere Pool viene trovato assassinato, sua nipote Jenny sospetta come autori dell'omicidio la governante, signora Masten, ed Erwin, un parente del morto. I due, che volevano impadronirsi dell'eredità del banchiere, verranno smascherati dal detective Brown.

## Produzione
Il film fu prodotto dalla Naturfilm Friedrich Müller GmbH di Berlino.

## Distribuzione
In Germania, il film uscì nei diversi länder in differenti lunghezze che andavano dai 1692 metri fino ai 1700 metri, La pellicola, che venne presentata nel dicembre 1917 al Tauentzienpalast di Berlino, fu vietata ai minori. La Papillon lo distribuì in Italia in una versione di 1.200 metri con il visto di censura 17449 dell'ottobre 1922.